# Pierre Spies
Pierre Johan Spies (Pretoria, 8 de junio de 1985) es un exjugador sudafricano de rugby que se desempeñaba como octavo. Jugó para los Springboks de 2006 a 2013.

## Carrera
Hizo su debut con los Blue Bulls en 2005 en un partido contra el Griquas. En el Super 12, ante los Brumbies, se convirtió en el jugador más joven en representar a los Bulls. En ese partido sufrió una lesión. Regreso a través de la nacional sub-21 de la liga, donde marcó nueve tries en sólo seis juegos.
A pesar de que juega como delantero suelto, tenía un ritmo considerable, al punto que al realizarle un test velocidad se comprobó que corría 10,8 segundos sobre 100 metros. Esto es especialmente impresionante teniendo en cuenta su tamaño (194 cm de altura y kilos 111).
El perfil de juego de Spies lo describe como un jugador conocido como uno de los que mejor conduce la pelota en el juego.
Hay sobre la condición de su estado atlético: es capaz de hacer flexiones con un peso de 50 kg entre las piernas, puede lanzar su cuerpo 108kg 1.4m en una plataforma elevada. Todo ello con un porcentaje de grasa corporal de 6,5.
Debutó en los Springboks ante Australia en el Tri Naciones 2006. Jake White, el entrenador de entonces, asombrado por el juego que mostró Spies lo seleccionó para disputar el Mundial de Francia en 2007.
Sin embargo, nueve días después, se vio obligado a retirarse de la Copa del Mundo después de coágulos de sangre se encontraron en sus pulmones. Después de un chequeo con otro experto en salud, se dijo que Spies podría volver a la Copa Mundial si una tercera opinión era positiva. Pero la tercera opinión confirmó el diagnóstico original, y Spies se mantuvo fuera del equipo. Regresó al equipo de los Springboks 'internacionales para el 2008 de junio contra Gales.
Se casó con Juanne Weidemann, en diciembre de 2008.
En 2009, jugó bien en el Super 14 y fue seleccionado para los Springboks para jugar contra los Leones Británicos e irlandeses. También fue seleccionado para la final de la gira del año, pero se lesionó el dedo y se descartó.
Pierre asistió Afrikaanse Hoer Seunskool (Afrikaans High School for Boys, también conocido como Affies), una escuela pública situada en Pretoria. Asistió junto a sus compañeros de equipo de los Springboks, Fourie du Preez y Olivier Wynand, los compañeros de los Bulls Derick Kuun.